# Procordulia rantemario
Procordulia rantemario – gatunek ważki z rodziny szklarkowatych (Corduliidae).